# Псковский городской молодёжный центр
Муниципальное бюджетное учреждение «Псковский городской молодёжный центр» (МБУ «Псковский городской молодёжный центр», МБУ «ПГМЦ») создано в результате реорганизации Молодёжной биржи труда и МУК «Клуб Молодёжный». На новом месте он открылся 10 сентября 2010 года

## Основные направления деятельности

### Трудоустройство молодёжи
- поиск работодателей;
- поиск вакансий, консультации по трудоустройству, трудоустройство несовершеннолетних;[2]
- организация проведения семинаров, круглых столов по вопросам трудоустройства и профориентации;[3]
- организация уборки территории г. Пскова в период проведения городских массовых мероприятий;
- участие в проведении ярмарок вакансий совместно с Центром занятости населения г. Пскова.

### Организация досуга молодёжи
- Организация и проведение крупных фестивалей (фестиваль для воспитанников детских домов и интернатов «Кукарача»[4][5][6], областной хип-хоп фестиваль «Без_предел»[7][8][9][10], фестиваль «Киномания»[11][12][13] и «Киномания на Великой»[14][15][16][17]).
- Организация конкурсов («Чернильница»[18][19], «Сытый студент»[20]).
- Организация и проведение спортивно-оздоровительных мероприятий («Неделя здоровья»[21], массовое катание на льду «Ледовые забавы»[22], городской велопарад[23] и акция «На работу на велосипеде»[24]).
- Организация и проведение для молодёжи бесплатных экскурсий[25] и мастер-классов[26].
- Организация и проведение Сретенского бала[27] в Пскове в рамках Дня православной молодёжи.
- Организация и проведение исторических городских праздников «Довмонт Псковский»[28] и «Воевода Шуйский»[29].
- Организация православно-краеведческих поездок для молодёжи по святым историческим местам Псковской земли[30].

### Проведение летних лагерей и слётов
- Для православной молодёжи (в Свято-Введенском, Крыпецком,Спасо-Елизаровском монастырях).
- Для творческой молодёжи («Поход первокурсника» и трек-поход «Молодёжный»).

### Поддержка деятельности молодёжных и общественных объединений
- Псковский клуб любителей народной культуры. Фольклорный ансамбль «Коляда».
- Шахматный клуб.
- Теннисный клуб «Снайпер».
- Яхтовый клуб.

### Развитие добровольчества (волонтёрства) в молодёжной среде
- Оказание помощи социальным учреждениям (ГБОУ «Псковский детский дом» (ул. М.Горького 23), НОУ «Детская деревня-SOS Псков» , МБУ «Социальный детский приют для детей и подростков г. Пскова» (ул. Набат 6))[31], детям из малообеспеченных семей в подготовке к школе.
- Благоустройство территорий, православных храмов, исторических памятников[32].
- Проведение экологических акций.
- Реализация проекта «База бесплатных репетиторов»[33][34], который позволяет студентам и молодым специалистам получить первичный навык работы репетитором.

### Информационно-аналитическая работа
- Создание и сопровождение сайта и сообществ Молодёжного центра в социальных сетях ВКонтакте[35] и Instagram[36].
- Освещение мероприятий в СМИ («Псковские новости», «Псковская Правда», «Курьер» «АиФ», «ПЛН», «ПАИ»; «Седьмое небо», «Радио-дача», «Центр деловой информации», «телевидение ГТРК-Псков»,«Первый Псковский»).
- Разработка полиграфической и сувенирной продукции (мерч).

### Развитие сотрудничества
- ФГБОУ ВПО «Псковский государственный университет».
- Псковская Епархия.
- Государственное казённое учреждение Псковской области «Центр занятости населения города Пскова».
- Учреждения по работе с молодёжью Псковской обл. и соседних регионов (Новгород, Санкт-Петербург, Петрозаводск).
- Международное (Латвия, Эстония, Германия, Швеция, Голландия, США).
- Участие в региональных, российских, международных конкурсах[37].

## Специалисты
| Руководители     | Отдел досуга      | Отдел трудового воспитания и профориентации | Информационно-аналитический отдел | Отдел по работе с молодёжью по месту жительства | Духовно-нравственное направление | Организационно-методический отдел |
| ---------------- | ----------------- | ------------------------------------------- | --------------------------------- | ----------------------------------------------- | -------------------------------- | --------------------------------- |
| Рулёв Виктор     | Павлов Василий    | Косаржевский Александр                      | Безъязычный Юрий                  | Яковлева Кристина                               | Иванова Марина                   | Егорова Лариса                    |
| Комарова Валерия | Каменская Мария   | Косаржевский Александр                      | Безъязычный Юрий                  | Телюшин Алексей                                 | Иванова Марина                   | Егорова Лариса                    |
| Безъязычный Юрий | Затравкин Юрий    | Гордина Екатерина                           | Бобылева Ульяна                   | Красилова Анастасия                             | Иванова Анастасия                | Алексеева Ольга                   |
| Безъязычный Юрий | Новикова Виктория | Гордина Екатерина                           | Бобылева Ульяна                   | Красилова Анастасия                             | Иванова Анастасия                | Алексеева Ольга                   |